# Ír Háziasszonyok Egyesülete
Az Ír Háziasszonyok Egyesülete (IHA) egy 1942-ben alapított befolyásos érdekcsoport volt, amely célul tűzte ki, hogy felszólaljanak az ír nőket érő igazságtalanságok ellen családon belül és kívül. Alapítói Hilda Tweedy, Andree Sheehy-Skeffington, Susan Manning és Louie Bennett voltak, akik iskolai étkeztetésért, a nyugdíjasok ingyen utazásáért és fogyasztóvédelemért kampányoltak.
1947-ben egyesültek a Nemzetközi Nőszövetséggel.
1968-ban döntő szerepet játszottak a nők helyzetével foglalkozó tanács felállításában.
1992-ben feloszlatták magukat.

## Fordítás
Ez a szócikk részben vagy egészben  az   Irish Housewives Association című angol Wikipédia-szócikk ezen változatának fordításán alapul.  Az eredeti cikk szerkesztőit annak laptörténete sorolja fel. Ez a jelzés csupán a megfogalmazás eredetét és a szerzői jogokat jelzi, nem szolgál a cikkben szereplő információk forrásmegjelöléseként.